# تیا لی
تیا لی (به انگلیسی: Tia Lee)(زاده ۱۱ می ۱۹۸۵) خواننده، بازیگر، مدل تایوانی است.
او عضو گروه دریم گرلز است.